# Grand Prix du roman de l'Académie française
Il Grand prix du roman è un premio letterario francese, creato nel 1914, assegnato ogni anno dall'Académie française nel mese di ottobre, per premiare l'autore del romanzo che l'Accademia ha reputato il migliore dell'anno.
Creato nel 1914, il premio è assegnato da una giuria di dodici membri dell'Accademia. Nei primi tre anni tale premio ricompensò in due fasi l'insieme di un'opera letteraria, in seguito fu attribuito a un'opera originale pubblicata nel corso dell'anno.
Questo premio è considerato, con il Gran premio di letteratura dell'Accademia francese, come uno dei più prestigiosi assegnati dall'istituzione. Attualmente, ammonta a 7500 euro.

## Elenco dei vincitori
- 2024: Miguel Bonnefoy, per Le Rêve du jaguar (Rivages)[1]
- 2023: Dominique Barbéris, per Une façon d’aimer (Gallimard)[2]
- 2022: Giuliano da Empoli, per Il mago del Cremlino (Le mage du Kremlin, Gallimard)[3]
- 2021: François-Henri Désérable, per Mon maître et mon vainqueur (Gallimard)[4]
- 2020: Étienne de Montety, per La Grande Épreuve (Stock)[5]
- 2019: Laurent Binet, per Civilizations (Grasset)
- 2018: Camille Pascal, per L'Été des quatre rois (Plon)[6]
- 2017: Daniel Rondeau, per Mécaniques du chaos (Grasset)
- 2016: Adélaïde de Clermont-Tonnerre, per Le Dernier des nôtres (Grasset)
- 2015: Boualem Sansal, per 2084. La fine del mondo  (2084: la fin du monde, Gallimard) e Hédi Kaddour, per Prépondérants (Gallimard)
- 2014: Adrien Bosc, per Constellation (Stock)
- 2013: Christophe Ono-dit-Biot, per Plonger (Gallimard)
- 2012: Joël Dicker, per La verità sul caso Harry Quebert (Editions de Fallois)
- 2011: Sorj Chalandon, per Retour à Killybegs (Grasset)
- 2010: Éric Faye, per Nagasaki (Stock)
- 2009: Pierre Michon, per Les Onze (Verdier)
- 2008: Marc Bressant, per La Dernière Conférence (Editions de Fallois)
- 2007: Vassilis Alexakis, per Ap. J.-C. (Stock)
- 2006: Jonathan Littell, per Le benevole (Les Bienveillantes, Gallimard)
- 2005: Henriette Jelinek, per Le Destin de Iouri Voronine (Editions de Fallois)
- 2004: Bernard du Boucheron, per Court serpent (Gallimard)
- 2003: Jean-Noël Pancrazi, per Tout est passé si vite (Gallimard)
- 2002: Marie Ferranti, per la Princesse de Mantoue (Gallimard)
- 2001: Éric Neuhoff, per Un bien fou (Albin Michel)
- 2000: Pascal Quignard, per Terrasse à Rome (Gallimard)
- 1999: (ex æquo) François Taillandier, per Anielka (Stock)
- 1999: (ex-æquo) Amélie Nothomb, per ''Stupore e tremori (Stupeur et tremblements, Albin Michel)
- 1998: Anne Wiazemsky, per Une poignée de gens (Gallimard)
- 1997: Patrick Rambaud, per La Bataille (Grasset)
- 1996: Calixthe Beyala, per Les Honneurs perdus (Albin Michel)
- 1995: Alphonse Boudard, per Mourir d'enfance (Robert Laffont)
- 1994: Frédéric Vitoux, per La Comédie de Terracina (Seuil)
- 1993: Philippe Beaussant, per Héloïse (Gallimard)
- 1992: Franz-Olivier Giesbert, per L'Affreux (Grasset)
- 1991: François Sureau, per L'Infortune (Gallimard)
- 1990: Paule Constant, per White Spirit (Gallimard)
- 1989: Geneviève Dormann, Le Bal du dodo (Albin Michel)
- 1988: François-Olivier Rousseau, per La Gare de Wannsee (Grasset)
- 1987: Frédérique Hébrard, per Le Harem (Flammarion)
- 1986: Pierre-Jean Rémy, per Une ville immortelle (Albin Michel)
- 1985: Patrick Besson, per Dara (Seuil)
- 1984: Jacques-Francis Rolland, per Un dimanche inoubliable près des casernes (Grasset)
- 1983: Liliane Guignabodet, per Natalia (Albin Michel)
- 1982: Vladimir Volkoff, per Le Montage (Julliard)
- 1981: Jean Raspail, per Moi, Antoine de Tounens, roi de Patagonie (Albin Michel)
- 1980: Louis Gardel, per Fort Saganne (Seuil)
- 1979: Henri Coulonges, per L'Adieu à la femme sauvage (Stock)
- 1978: Pascal Jardin, per Le Nain jaune (Julliard)
- 1977: Camille Bourniquel, per Tempo (Julliard)
- 1976: Pierre Schoendoerffer, per Le Crabe-tambour (Grasset)
- 1975: premio non assegnato
- 1974: Kléber Haedens, per Adios (Grasset)
- 1973: Michel Déon, per Un taxi mauve (Gallimard)
- 1972: Patrick Modiano, per I viali di circonvallazione (Les Boulevards de ceinture, Gallimard)
- 1971: Jean d'Ormesson, per La gloire de l'Empire (Gallimard)
- 1970: Bertrand Poirot-Delpech, per La folle de Lituanie (Gallimard)
- 1969: Pierre Moustiers, per La Paroi (Gallimard).
- 1968: Albert Cohen, per Bella del Signore (Belle du Seigneur, Gallimard)
- 1967: Michel Tournier, per Vendredi ou les Limbes du Pacifique (Gallimard)
- 1966: François Nourissier, per Une histoire française (Grasset)
- 1965: Jean Husson, per le Cheval d'Herbeleau (Seuil)
- 1964: Michel Droit, per Le retour (Julliard)
- 1963: Robert Margerit, per La Révolution (Gallimard)
- 1962: Michel Mohrt, per La prison maritime (Gallimard)
- 1961: Pham Van Ky, per Perdre la demeure (Gallimard)
- 1960: Christian Murciaux, per Notre-Dame des désemparés (Plon)
- 1959: Gabriel d'Aubarède, per La foi de notre enfance (Flammarion)
- 1958: Henri Queffélec, per Un royaume sous la mer (Presses de la Cité)
- 1957: Jacques de Bourbon Busset, per Le silence et la joie (Gallimard)
- 1956: Paul Guth, per Le naïf locataire (Albin Michel)
- 1955: Michel de Saint Pierre, per Les aristocrates (La Table ronde)
- 1954: (ex-æquo) Paul Mousset, per Neige sur un amour nippon (Gallimard)
- 1954: (ex-æquo) Pierre Moinot, per La chasse royale (Grasset)
- 1953: Jean Hougron, per Mort en fraude (Donnat)
- 1952: Henri Castillou, per Le feu de l'Etna (Albin Michel)
- 1951: Bernard Barbey, per Chevaux abandonnés sur le champ de bataille (Julliard)
- 1950: Joseph Jolinon, per Les provinciaux (Milieu du Monde)
- 1949: Yvonne Pagniez, per Évasion (Flammarion)
- 1948: Yves Gandon, per Ginèvre (Henri Lefèvre)
- 1947: Philippe Hériat, per Famille Boussardel (Gallimard)
- 1946: Jean Orieux, per Fontagre (Éditions de la Revue Fontaine)
- 1945: Marc Blancpain, per Le solitaire (Flammarion)
- 1944: Pierre de Lagarde, per Valmaurie (Baudinière)
- 1943: J. H. Louwyck, per Danse pour ton ombre (Plon)
- 1942: Jean Blanzat, per L'orage du matin (Grasset)
- 1941: Roger Bourget-Pailleron, per La folie d'Hubert (Gallimard)
- 1940: Édouard Peisson, per Le voyage d'Edgar (Grasset)
- 1939: Antoine de Saint-Exupéry, per Terre des hommes (Gallimard)
- 1938: Jean de La Varende, per Le centaure de Dieu (Grasset)
- 1937: Guy de Pourtalès, per La pêche miraculeuse (Gallimard)
- 1936: Georges Bernanos, per Diario di un curato di campagna (Journal d'un curé de campagne, Plon)
- 1935: Albert Touchard, per La guêpe (Les éditions de France)
- 1934: Paule Régnier, per L'abbaye d'Évolayne (Plon)
- 1933: Roger Chauviré, per Mademoiselle de Bois-Dauphin (Flammarion)
- 1932: Jacques Chardonne, per Claire (Grasset)
- 1931: Henri Pourrat, per Gaspard des montagnes (Albin Michel)
- 1930: Jacques de Lacretelle, per Amour nuptial (Gallimard)
- 1929: André Demaison, per Le livre des bêtes qu'on appelle sauvages (Grasset)
- 1928: Jean Balde, per Reine d'Arbieu (Plon)
- 1927: Joseph Kessel, per Les captifs (Gallimard)
- 1926: François Mauriac, per Il deserto dell'amore (le Désert de l'amour Grasset)
- 1925: François Duhourcau, per L'enfant de la victoire (La Vraie France)
- 1924: Émile Henriot, per Aricie Brun ou les Vertus bourgeoises (Plon)
- 1923: Alphonse de Chateaubriant, per La Brière (Grasset)
- 1922: Francis Carco, per L'homme traqué (Albin Michel)
- 1921: Pierre Villetard, per Monsieur Bille dans la tourmente (Fasquelle)
- 1920: André Corthis, per Pour moi seule (Albin Michel)
- 1919: Pierre Benoit, per L'Atlantide (L'Atlantide, Albin Michel)
- 1918: Camille Mayran, per Gotton Gonnixloo (Plon)
- 1917: Charles Géniaux - per l'insieme della sua opera;
- 1916: Jean Avesnes[7] per La Vocation (Plon)[8]
- 1915: Paul Acker - per l'insieme della sua opera;[9]